# 摂動 (天文学)

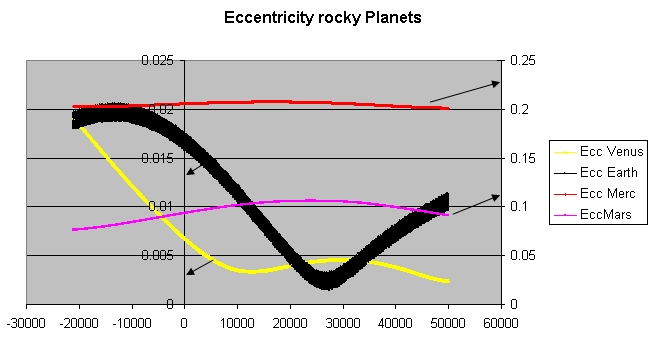
重力シミュレーターによって計算された水星（赤）、金星（黄）、地球（黒）、火星（ピンク）の軌道離心率。2007年を0として5万年後まで計算。左側の目盛りは地球と金星の離心率を、右側の目盛りは水星と火星の離心率の値を示している。

摂動（せつどう、英: perturbation）は、天文学の用語で、ある天体とその母天体（例えば恒星と惑星、または惑星と衛星）の作る系に対し、その他の物体による重力などの作用によって、その軌道が乱されること。太陽系では、彗星の軌道が特にガス惑星の重力場によってしばしば乱される。例として、1996年4月に木星の重力によって、ヘール・ボップ彗星の軌道周期は4206年から2380年に減少した。
惑星の継続的な摂動は軌道要素に小さな変化をもたらす。海王星は天王星の軌道の摂動の観測に基づいて発見された。金星の軌道は現在、惑星の中で最も円形の軌道であるが、2万5000年のうちに地球は金星より円形の軌道に、つまり軌道離心率がより小さくなるだろう。
その他、摂動の自然原因として、他の彗星、小惑星、太陽フレアなどがある。人工衛星では、空気抵抗や太陽輻射圧が原因となることもある。